# (11785) Миигаик
(11785) Миигаик (лат. Migaic) — типичный астероид главного пояса, был открыт 2 января 1973 года советским астрономом Николаем Черных в Крымской астрофизической обсерватории и 6 марта 2004 года назван в честь Московского государственного университета геодезии и картографии.

## Обнаружение и именование
(11785) Миигаик
Открыт 2 января 1973 года в Крымской астрофизической обсерватории Н. С. Черных.
Московский государственный университет геодезии и картографии (ранее Московский институт геодезии, аэрофотосъемки и картографии) — единственное учебное заведение в России, готовящее специалистов в области геодезии, геодинамики, астрономии, космической геодезии и изготовления оптико-электронных приборов.
Оригинальный текст (англ.)11785 Migaic
Discovered 1973 Jan. 2 by N. S. Chernykh at the Crimean Astrophysical Observatory.
Moscow State University of Geodesy and Cartography (formerly Moscow Institute of Geodesy, Air-Photography and Cartography) is the only educational institution in Russia that trains specialists in geodesy, geodynamics, astronomy, cosmic geodesy and the making of optical and electronic devices.
Источники: 20040306/MPCPages.arc; M.P.C. 51187.

## Орбита

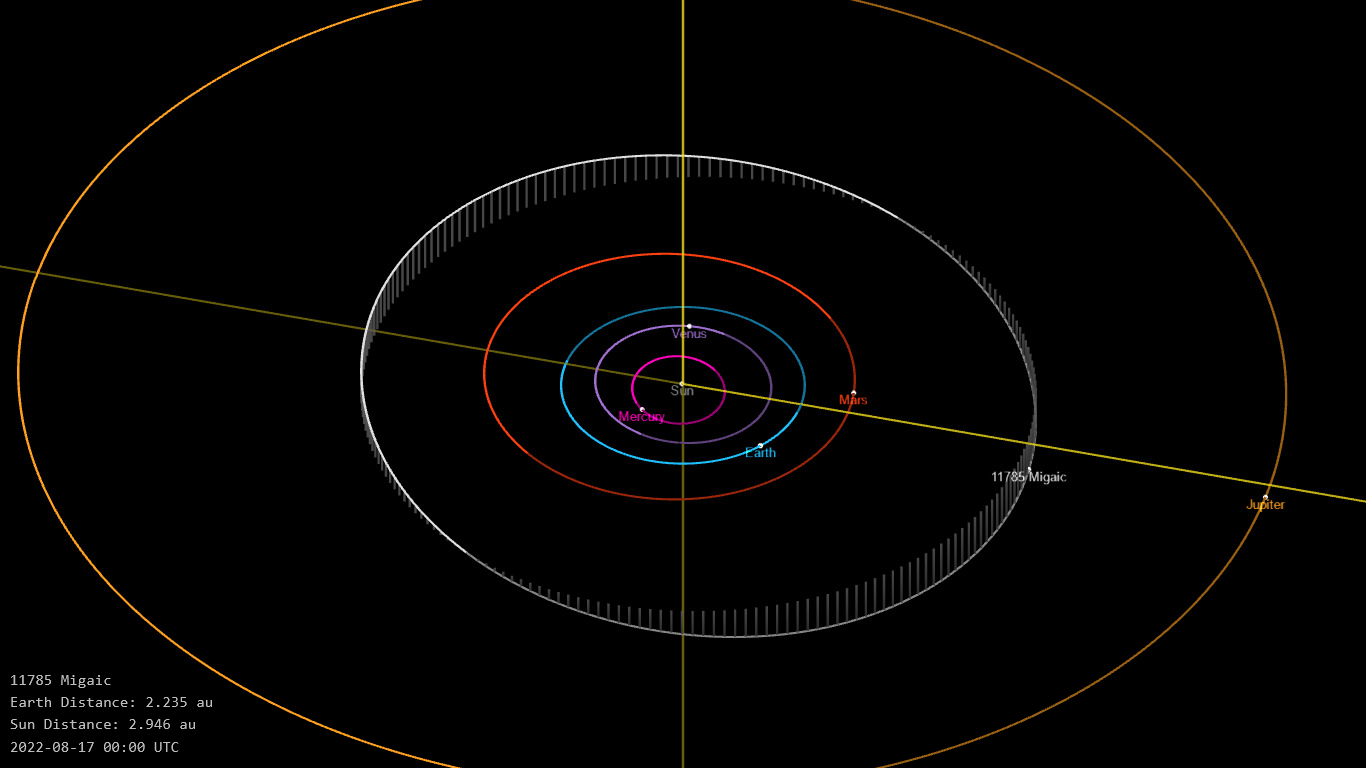
Орбита астероида Миигаик и его положение в Солнечной системе

## Физические характеристики
Из результатов второго этапа спектроскопической съёмки малых астероидов главного пояса (Small Main-belt Asteroid Spectroscopic Survey, SMASSII) следует, что астероид относится к таксономическому классу Xc, из наблюдений телескопа VISTA — к классу Kl, а из наблюдений космического телескопа Gaia — к классу Xc (BDM).
По результатам наблюдений в видимом и ближнем инфракрасном диапазоне космического телескопа NEOWISE и наблюдений в инфракрасном диапазоне спутника Akari диаметр астероида оценивался равным 15,113±0,094 км,
17,69±0,50 км, 18,42±6,50 км, 15,15±4,13 км, 15,76±3,95 км, 15,941±5,734 км, 16,95±5,03 км, 16,45±6,46 км, 15,55±4,76 км и 15,01±3,70 км. Согласно тем же источникам альбедо оценивается как 0,0748±0,0081, 0,080±0,005, 0,047±0,055, 0,06±0,05, 0,05±0,05, 0,0171±0,0146, 0,075±0,008, 0,047±0,032, 0,048±0.045, 0,040±0,029 и 0,049±0,027.